# 李永平 (作家)
李永平（英語：Lee Yung Ping，1947年9月15日—2017年9月22日），華文小說家、翻譯家。李永平生於英屬砂拉越（婆羅洲西部，今為馬來西亞領土），並在此度過童年。成年後，他離家到臺灣、美國求學，取得聖路易斯華盛頓大學比較文學博士學位，最終定居臺灣，並擔任國立中山大學外文系助理教授、國立東華大學創作與英語文學研究所教授，退休後獲聘為國立東華大學榮譽教授。他的創作以小說為主，作品透露出對於自身族群及文化的認同探討，不斷地藉由書寫婆羅洲、中國、臺灣三地，進行原鄉的辯證。代表作包括《吉陵春秋》、《海東青》、《大河盡頭》，榮獲國家文藝獎、全球華文文學星雲獎、中山盃華僑華人文學獎等，並曾獲頒國立台灣大學傑出校友獎。

## 生平

### 出生與求學
李永平祖籍在廣東省揭西縣灰寨鎮，客家人，生於婆羅洲古晉。1966年發表小說〈婆羅洲之子〉，獲得婆羅洲文化局文學獎。
中學畢業後前往臺灣，在國立臺灣大學外國語文學系就讀。晚年，他曾向人透露自己之所以離開，是因為支持砂拉越獨立得罪馬來西亞當局。
大學畢業後留任臺灣大學教學助理，同時擔任《中外文學》月刊編輯。1976年前往美國深造，就讀紐約州立大學奧巴尼分校比較文學系，並於1978年取得碩士學位。同年至聖路易斯華盛頓大學攻讀比較文學博士學位，於1982年取得博士學位。大學期間，受王文興與顏元叔影響，1968年完成短篇小說〈拉子婦〉，發表於《大學雜誌》。

### 事業與創作
1982年獲得博士學位後，李永平在臺定居，擔任國立中山大學外文系助理教授，為實現文學理想，便於1987年離開學界，移居臺北市峨嵋街埋首創作，並在東吳大學兼課生活。
1999年，在翻譯名家曾珍珍與東華人社院創院院長楊牧延攬之下，李永平加入創辦國立東華大學創作與英語文學研究所，並在楊牧幫助下，以其文學著作送審提聘，李永平得以正教授職銜接聘，對此曾珍珍提到。
|                                                  | 楊牧說這是他該得的尊重，不僅薪資較高，重回學院之後，更不必再為升等傷神，可以專心創作。基於愛才，楊牧盡心盡力呵護李永平。顧念他單身住在宿舍，三不五時出外闖蕩，難免發生意外，特地送他一支辦了號碼的手機，這號碼隨著李永平直到他辭世。 |
| ——國立東華大學創作與英美文學研究所創所所長曾珍珍 | |

2000年秋，李永平正式移居花蓮，展開九年的教書生涯，主要教授小說創作與翻譯，東華期間完成《雨雪霏霏：婆羅洲童年記事》（ 2002 ）、《李永平自選集（ 1968 - 2002 ）》（2003） 、大河小說──「月河三部曲」之一的《大河盡頭（上卷：溯流）》（2008年），於2009年退休，並獲聘為國立東華大學榮譽教授。
退休後長居淡水。除了作家及教授的身份，李永平同時也是一名翻譯家。翻譯過超過25本西方著作，題材從純文學到大眾文學均有，如《天地一沙鷗》、《曠野的聲音》、《上帝的指紋》、《幽黯國度》等。
2017年9月22日在臺灣去世，身後留下一部未完成的武俠小說《新俠女圖》。骨灰撒入淡水外海。

### 生平年表
| 年代 | 生平事件                           | 當時歲數 | 備註                                                                           |
| ---- | ---------------------------------- | -------- | ------------------------------------------------------------------------------ |
| 1947 | 出生                               | 0        | 英屬婆羅洲砂拉越首府古晉市                                                     |
| 1951 | 開始上學                           | 4        | 古晉中華第四小學幼稚園，小學先後在中華四小、馬當中華公學和古晉聖保祿學校度過。 |
| 1959 | 就讀國中                           | 12       | 古晉中華第二中學                                                               |
| 1962 | 就讀高中                           | 15       | 古晉英文中學                                                                   |
| 1966 | 發表第一篇作品〈婆羅洲之子〉       | 19       | 獲得婆羅洲文化局文學一等獎。                                                   |
| 1967 | 赴臺就讀大學                       | 20       | 國立台灣大學外文系                                                             |
| 1971 | 大學畢業                           | 24       | 同年成為台大外文系教學助理，一直到赴美深造為止。                               |
| 1972 | 擔任《中外文學》編輯               | 25       |                                                                                |
| 1976 | 赴美深造                           | 29       | 紐約州立大學奧爾巴尼分校比較文學碩士                                           |
| 1978 | 獲得碩士學位                       | 31       | 同年申請聖路易斯華盛顿大學比較文學博士學位獲准。                               |
| 1982 | 獲得博士學位                       | 35       | 同年前往臺灣，擔任中山大學外文系助理教授。                                     |
| 1986 | 擔任《美國新聞與世界報導》編輯     | 39       |                                                                                |
| 1987 | 放棄馬來西亞國籍，成為中華民國公民 | 40       | 同年離開中山大學，專心致力於寫作。                                             |
| 1989 | 母親過世                           | 42       | 同年開始書寫《海東青》，並發表系列小說在聯合文學副刊。                         |
| 1992 | 出版《海東青》                     | 45       | 同年開始任教於東吳大學英文學系，一直到1999年。                                 |
| 2000 | 任教於東華大學                     | 53       |                                                                                |
| 2008 | 自大學退休                         | 61       | 同年開始專心致力於書寫《大河盡頭》。                                           |
| 2015 | 出版《朱鴒書》                     | 68       |                                                                                |
| 2017 | 逝世                               | 70       |                                                                                |

## 國族認同

### 砂拉越
李永平的小說經常以故鄉婆羅洲為背景，故常被認為是馬華作家，但他本人對這個說法感到不以為然，甚至於對馬來西亞國家本身都相當反感，因為英國在建立馬來西亞時，無視當地人的反對，就將各個地區統整起來。
他於1987年放棄馬來西亞國籍，改持中華民國國籍。然而他對故鄉婆羅洲仍然有切不斷的情感。

### 中國大陸
相對馬來西亞，他本人對於客家的族群認同則較為穩固，而這個客家的認同，同時與中原文化，也就是中華文化進行結合，便成了對於中國的認同。雖然至今從未停留在中國大陸上，但他認為他是由中國文化這個母親所孕育出來的，也因此在創作時，他總踩在中國文化的立場，選用漢文化的文字以及思想進行書寫。

### 臺灣
李永平在大學求學階段以後，多數的時間他都在臺灣，臺灣就儼然成為了他的另一個故鄉。然而，除了這樣個人遷移的因素以外，臺灣的認同更包裹著複雜的政治問題。由於國共內戰後，國民黨敗退到臺灣，在當時海外華人的眼中，中國共產黨並沒有保存中華文化的傾向，也就使得國民黨的政權代表著中華文化的傳承者。這時臺灣就轉化成了中國文化的保存基地，也形成了「臺灣等於中國」的印象。李永平在這個情況下，也認同臺灣是中華文化的保留區，但在這個認同中，不免有些異質感。一方面他清楚臺灣並不是中原地區，另一方面臺灣的中華文化不斷萎靡，這些感覺都出現在他的小說之中，使得他對臺灣的中華認同變得模糊不清。

## 寫作風格

### 原鄉探討
李永平特殊的離散經歷，使得他在關於「原鄉」的討論上有特別的著力。有別於一般的華文作家，「原鄉」一詞幾乎可以理所當然地指向中國大陸。李永平的「原鄉」同時可以指向三個地方，分別是婆羅洲、中國、以及臺灣，三個地方都是他的原鄉，卻也都有各自的欠缺之處。婆羅洲是他生長的原鄉，然而一種殖民地的屬性，使得文化及政治的繁雜因素混雜在一起，他沒辦法對這個地方產生文化的認同。在較早的小說創作中，他不斷藉由陳述婆羅洲文化的異質感，進而轉向中國的原鄉認同。而中國是他的族群的原生地，也就是文化上的原鄉，但因為歷史因素以及政治局勢，他沒能回到中國地區，使得中國成了想像中的原鄉。在創作中，中國不斷以母親的形象呈現在文化認同之中。至於臺灣則是他學習的地方，也就是學術的原鄉。臺灣既保留了中華文化的特質，又有他學習的軌跡，是經歷與文化特質兼具的原鄉。然而臺灣在這兩個方面卻都不夠完整，因此臺灣的形象在他的小說中成了海東的罪惡城市，有文化上的缺乏。總體而言，在「原鄉」的討論上，李永平採取的立場不是疏離、陌生的原鄉，而是失落的原鄉，這也就是說原鄉不再可以回歸，永遠有一個空缺在文化與記憶的地方。

### 中國文化
李永平因為他的中國認同，使得他在創作時，選用的文字非常講究，要以中華正統為首要準則。他在句法上，盡可能避免西式的語句出現，在字詞上，則盡可能選用中國文化中既有的詞彙，並試圖重新開發過去出現過的字詞，擴展漢字的使用向度。除了文字層面的中國文化表現，在小說內容之中，也不難發現中國式的書寫。比如中國的果報觀念以及鬼魂的書寫，都可以在李永平的小說之中發現。另外，特別提到他對於客家的族群，他在創作中不刻意強調客家的族群認同，但對於客家人的精神，他認為仍在創作中存在有一定影響。

### 反西化
「反西化」在李永平的作品中是一項比較特別的風格，主要是應對著鄉土文學而衍生出的一項特質。在民族性上，它提供了對自身所處文化的確認，讓自己的民族擁有自身的認同；在文學創作形式上，它可以將書寫的中心更加明確的標舉出來，這個情況特別在《吉陵春秋》中展現；在文學發展脈絡上，它則呼應著1970年代的鄉土文學，當時所提倡的文類內容及風格，為了對當時依賴外國支援的臺灣，主要以反映現實生活而作，以抵抗外來的影響。在這樣的寫作理念之下，李永平的作品呼應了鄉土文學，作品中對外來文化的一些缺點抱持著批判、糾正的態度。

### 女性描寫
在李永平的小說創作中，對於女性的描寫篇幅相當多，這相較於其他小說是較為特殊的一點。藉由描寫純真的女性，對比那些女性們所身處的城市。那些城市的罪惡、汙穢，便顯得異常強烈而令人感到不堪。進一步在社會導致純真盡失、家庭毀敗、國土淪陷的書寫之中，女性仍然在書寫中佔有相當地位，甚至更意味著復仇的開端。尤其在書寫母親時，母親從建設者的身分變成一種類似於毀滅者的腳色，這個反差更是震懾人心。另外，關於堅強女性的描述，李永平個人認為跟客家人堅忍不拔的精神有所關聯。

## 創作與譯作

### 著作年表
| 年代 | 作品名稱                                        | 文類           | 出版             | 備註                                                               |
| ---- | ----------------------------------------------- | -------------- | ---------------- | ------------------------------------------------------------------ |
| 1966 | 〈婆羅洲之子〉                                  | 短篇小說       |                  | 獲得婆羅洲文化局文學一等獎。                                       |
| 1968 | 〈拉子婦〉                                      | 短篇小說       |                  | 發表於《大學雜誌》，被選為《五十七年短篇小說選》中。               |
| 1972 | 〈田露露〉                                      | 短篇小說       |                  |                                                                    |
| 1976 | 《拉子婦》                                      | 短篇小說集     | 華新出版社       |                                                                    |
| 1978 | 〈歸來〉                                        | 短篇小說       |                  | 發表於聯合報文學副刊，並獲得聯合文學獎。                           |
| 1978 | 〈萬福巷裡〉                                    | 短篇小說       |                  | 發表於聯合報文學副刊。                                             |
| 1978 | 〈日頭雨〉                                      | 短篇小說       |                  | 發表於聯合報文學副刊，並獲得聯合文學獎。                           |
| 1979 | 〈白痴記〉                                      | 短篇小說       |                  | 發表於聯合報文學副刊。                                             |
| 1980 | 〈散花〉                                        | 短篇小說       |                  | 發表於聯合報文學副刊。                                             |
| 1980 | 〈燈〉                                          | 短篇小說       |                  | 發表於聯合報文學副刊。                                             |
| 1982 | 〈十一他娘〉                                    | 短篇小說       |                  | 發表於聯合報文學副刊。                                             |
| 1983 | 〈荒城之夜〉                                    | 短篇小說       |                  | 發表於聯合報文學副刊。                                             |
| 1984 | 〈好一片春雨〉                                  | 短篇小說       |                  | 發表於聯合報文學副刊。                                             |
| 1984 | 〈大水〉                                        | 短篇小說       |                  | 發表於聯合報文學副刊。                                             |
| 1984 | 〈思考〉                                        | 短篇小說       |                  | 發表於聯合報文學副刊。                                             |
| 1985 | 〈滿天春雨〉                                    | 短篇小說       |                  | 發表於聯合報文學副刊，為《吉陵春秋》最後一章。                     |
| 1986 | 《吉陵春秋》                                    | 短篇小說集     | 洪範出版社       | 曾獲「二十世紀中文小說一百強」、中國時報文學推薦獎及聯合報小說獎。 |
| 1992 | 《海東青：台北的一則寓言》                      | 長篇小說       | 聯合文學         | 獲聯合報讀書人年度最佳書獎。                                       |
| 1992 | 〈出埃及第四十年─我写「海东青」〉               | 短文           |                  | 發表於聯合報文學副刊。                                             |
| 1996 | 〈戴著枷鎖起舞─簡評吳繼文《世纪末少年愛讀本》〉 | 論文           |                  | 發表於Unitas.                                                      |
| 1997 | 〈我的年〉                                      | 短篇小說       |                  | 發表於聯合報文學副刊。                                             |
| 1998 | 《朱鴒漫游仙境》                                | 長篇小說       | 聯合文學         |                                                                    |
| 1998 | 〈宿願〉                                        | 短篇小說       |                  | 發表於《中外文學》。                                               |
| 1999 | 〈初遇蔣公〉                                    | 短篇小說       |                  | 發表於聯合報文學副刊。                                             |
| 2000 | 〈桑妮亞〉                                      | 短篇小說       |                  | 發表於聯合報文學副刊。                                             |
| 2000 | 〈第一顆石頭〉                                  | 短篇小說       |                  | 發表於聯合報文學副刊。                                             |
| 2001 | 〈翠堤小妹子〉                                  | 短篇小說       |                  | 發表於聯合報文學副刊。                                             |
| 2001 | 〈支那〉                                        | 短篇小說       |                  | 發表於聯合報文學副刊。                                             |
| 2001 | 〈一個游擊隊的死〉                              | 短篇小說       |                  | 發表於聯合報文學副刊。                                             |
| 2002 | 《雨雪霏霏：婆羅洲童年記事》                    | 長篇小說       | 天下遠見出版公司 |                                                                    |
| 2003 | 《𨑨迌：李永平自選集》                          | 短篇小說自選集 | 麥田出版社       |                                                                    |
| 2003 | 〈文字因緣〉                                    | 短文           |                  | 發表於聯合報文學副刊。                                             |
| 2004 | 〈憧憬〉                                        | 短篇小說       |                  | 發表於《文學》。                                                   |
| 2004 | 〈燔祭．浩劫．記憶〉                            | 短篇小說       |                  | 發表於聯合報文學副刊。                                             |
| 2008 | 〈招魂，朱鴒，歸來！〉                          | 短篇小說       |                  | 發表於印刻文學生活志。                                             |
| 2008 | 《大河盡頭（上卷：溯流）》                      | 長篇小說       | 麥田出版社       | 獲得中國時報2008年開卷十大好書獎、獲得紅樓夢獎決審團獎。           |
| 2010 | 《大河盡頭（下卷：山）》                        | 長篇小說       | 麥田出版社       |                                                                    |
| 2015 | 《朱鴒書》                                      | 長篇小說       | 麥田出版社       |                                                                    |

### 外譯作品年表
| 年代 | 作品名稱                                         | 翻譯                                                                                          | 出版                                                          | 備註                                                                                              |
| ---- | ------------------------------------------------ | --------------------------------------------------------------------------------------------- | ------------------------------------------------------------- | ------------------------------------------------------------------------------------------------- |
| 1975 | A La-tzu Woman 《拉子婦》                        | 齊邦媛(Chi Pang-yuan)主編                                                                     | National Institute for Compilation and Translation 國立編譯館 | An Anthology of Contemporary Chinese Literature. 2 《中國現代文學選集2》459-370頁                 |
| 1981 | Rain From the Sun. 〈日頭雨〉                    | Tr. Candice Pong and Robert Eno龐聞、伊若白                                                   |                                                               | The Chinese Pen(Summer, 1981) 《當代台灣文學英譯》夏季刊65-93頁                                   |
| 1983 | The Rain From the Sun. 〈日頭雨〉                | 劉紹銘(Joseph S.M. Lau)主編                                                                   | Indiana University Press 印第安納大學出版社                   | The Unbroken Chain: An Anthology of Taiwan Fiction Since 1926. 《香火相傳﹕1926年以後的台灣小說》 |
| 1995 | 〈At Fortune's Way〉                             | 劉紹銘(Joseph Lau)、葛浩文(Howard Goldblatt)主編 Trs. Susan Wan Dooling、Micah David Rapaport | Columbia University Press 哥倫比亞大學出版社                  | Columbia Anthology of Modern Chinese Literature. 《哥倫比亞中國現代文學文集》326-348頁            |
| 2003 | Retribution: The Jiling Chronicles. 《吉陵春秋》 | 葛浩文(Howard Goldblatt)、林麗君(Sylvia Li-chun Lin )                                         | Columbia University Press 哥倫比亞大學出版社                  |                                                                                                   |
| 2010 | 《台湾熱帯文学:吉陵鎮ものがたり》                | 池上貞子(Sadako Ikegami)、及川茜(Akane Oikawa.)                                               | 人文書院 (Kyoto: Jinbun Shoin)                                |                                                                                                   |

### 譯作年表
| 年代 | 作品名稱                       | 作品原名                                                    | 原作者                                     | 出版           | 備註                   |
| ---- | ------------------------------ | ----------------------------------------------------------- | ------------------------------------------ | -------------- | ---------------------- |
| 1973 | 《自然主義論》                 | Naturalism                                                  | 李倫•傅思德（Lilian Furst）                | 黎明出版社     |                        |
| 1974 | 《不准養貓的女人》             | The woman who wasn't allowed to keep cats and other stories | 派崔克•懷特（Patrick White）               | 華新出版社     |                        |
| 1974 | 《枯萎的玫瑰》                 | Dead roses and other stories                                | 派崔克•懷特（Patrick White）               | 華新出版社     |                        |
| 1975 | 《最後一場電影》               | The Last Picture Show                                       | 麥莫齊 (Larry McMurtry)                    | 華新出版社     |                        |
| 1978 | 《萬古雲霄一羽毛》             | Illusions                                                   | 李查•巴哈（Richard Bach）                  | 時報出版社     | 又譯作夢幻飛行         |
| 1979 | 《愛琴海的憂鬱》               |                                                             | 艾利提斯(Odysseus Elytis)                  | 聯合報 副刊    |                        |
| 1980 | 《艾利提斯的世界》             |                                                             | 艾利提斯(Odysseus Elytis)                  | 聯合報 副刊    |                        |
| 1980 | 《禮》                         |                                                             | 米格斯(Czeslaw Milosz)                     | 聯合報 副刊    |                        |
| 1980 | 《那麼少》                     |                                                             | 米格斯(Czeslaw Milosz)                     | 聯合報 副刊    |                        |
| 1980 | 《歡愉》                       |                                                             | 米格斯(Czeslaw Milosz)                     | 聯合報 副刊    |                        |
| 1980 | 《我的故事－我的詩觀》         |                                                             | 米格斯(Czeslaw Milosz)                     | 聯合報 副刊    |                        |
| 1994 | 《曠野的聲音》                 | Mutant message down under                                   | 馬羅•摩根（Marlo Morgan）                  | 智庫文化出版社 |                        |
| 1995 | 《聖境預言書》                 | The celestine prophecy                                      | 詹姆斯•雷德非（James Redfield）            | 遠流出版社     |                        |
| 1995 | 《石頭外公》                   | Roommates : my grandfather's story                          | 麥克斯•艾柏(Max Apple)                     | 智庫文化出版社 |                        |
| 1995 | 《隨心所欲》                   | Care Of The Soul                                            | 湯瑪斯‧摩爾(Thomas Moore)                  | 智庫文化出版社 |                        |
| 1996 | 《阿嬤遊美國》                 | Aama In America : a pilgrimage of the heart                 | 布洛登‧柯本(Broughton Coburn)              | 智庫文化出版社 |                        |
| 1997 | 《探索企業的靈魂》             | The Quest for the Corporate Soul                            | 艾爾伯•古曼（Albert Koopman）              | 遠流出版社     |                        |
| 1997 | 《上帝的指紋》                 | Fingerprints of the Gods                                    | 葛瑞姆•漢柯克（Graham Hancock）            | 先智出版社     |                        |
| 1997 | 《靈界大覺悟》                 | The tenth insight : holding the vision                      | 詹姆斯•雷德非（James Redfield）            | 遠流出版社     |                        |
| 1998 | 《天使走過人間》               | The wheel of life : a memoir of living and dying            | 伊麗莎白•庫布勒絲（Elisabeth Kubler-Ross） | 天下遠見出版社 |                        |
| 1999 | 《紙牌的祕密》                 | The solitaire mystery                                       | 喬斯坦•賈德（Jostein Gaarder）             | 智庫文化出版社 |                        |
| 1999 | 《大河灣》                     | A bend in the river                                         | 奈波爾（V﹒S Naipaul）                     | 天下遠見出版社 |                        |
| 1999 | 《聖境新世界》                 | The celestine vision                                        | 詹姆斯•雷德非（James Redfield）            | 遠流出版社     |                        |
| 1999 | 《大自然在唱歌》               | The singing wilderness                                      | 西格德•奧爾森﹒（Sigurd﹒F﹒ Olson）       | 先覺出版社     |                        |
| 2000 | 《幽黯國度》                   | An area of darkness.                                        | 奈波爾（V﹒S Naipaul）                     | 天下遠見出版社 |                        |
| 2000 | 《心靈請帖》                   | The invitation                                              | 山居夢客（Mountain Dreamer）               | 雙月書屋出版社 |                        |
| 2000 | 《輓歌：寫給我的妻子艾瑞絲》   | Elegy for Iris                                              | 約翰•貝禮.(John Bayley)                    | 天下遠見出版社 |                        |
| 2000 | 《人格的變裂演出》             | My life as a multiple                                       | 卡麥倫•魏斯特（Cameron West）              | 希代出版社     | 又譯作《第一人稱複數》 |
| 2000 | 《道德劇》                     | Morality Play                                               | 貝瑞•安斯華（Barry Unsworth）              | 先覺出版社     |                        |
| 2002 | 《盡得其妙：如何閱讀西方正典》 | The western canon                                           | 哈洛•卜倫 (Harold Bloom)                   | 時報文化出版社 |                        |
| 2006 | 《布魯克林的納善先生》         | The Brooklyn follies                                        | 保羅•奧斯特(Paul Auster)                   | 天下遠見出版社 |                        |
| 2015 | 《北國靈山》                   | Entering the circle                                         | 奧嘉．卡麗迪蒂(Olga Kharitidi)             | 智庫文化出版   |                        |

## 評論與榮譽

### 相關評論
- 王德威認為：「在《雨雪霏霏》裡，李永平花費大力氣構築一個完美的文字原鄉；他有意跨越時空，藉著文字，藉著詩，回到那純粹的原鄉想像」[15]
- 駱以軍評論李永平：「李永平的文字你會覺得他更有一種南方的鬼魅，好像他的每個字都有表情，你就會覺得每個字都像那個臉，都有貪嗔痴，都有一個好像在神仙國度的那種華麗跟歡樂，可是也有地域之境的那種恐怖和滅亡感。」
- 國立中山大學張錦忠教授：「其實我還是滿喜歡早期，譬如說《吉陵春秋》，因為在文字上你會一看再看，更喜歡的應該是《海東青》，文字是他最大的特色，那是非常純正的中文，盡量讓中文表達的不那麼西化。」
- 國家文化藝術基金會對李永平的介紹：「小說風格自成一家，被譽為台灣文壇『文字鍊金師』，他專注於寫作風格實驗，尤其對於感官細節的細膩描繪，發展出一套『李永平美學主義』。這種美學主義，呼應了前行代小說家如王文興、七等生等，實踐了台灣文學中的現代主義美學。」[16]

### 獲獎榮譽
- 在亞洲周刊所選出的20世紀中文小說100強中，李永平的《吉陵春秋》入選為第40名。
- 《大河盡頭》（上卷：溯流）獲中國時報2008年開卷十大好書獎。
- 其它作品還曾獲時報文學獎推薦獎、聯合報小說獎、聯合報讀書人年度最佳書獎、中央日報出版與閱讀中文創作類十大好書、紅樓夢獎等獎項的肯定。
- 2015年獲得國家文藝獎。

## 外部連結
- Li Yongping - MIT （页面存档备份，存于）
- 王德威：〈原乡想像，浪子文学——李永平论 （页面存档备份，存于）〉。
- 王德威：〈原罪与原乡——李永平《雨雪霏霏》 （页面存档备份，存于）〉。